# 314省道 (河南省)
河南314省道，名称为虞城－灵宝公路，简称虞灵线，是一条河南省的东西向省级干线公路。314省道东起商丘市虞城县张集镇，西至三门峡市灵宝市朱阳镇，途径虞城县、商丘市、民权县、兰考县、开封市、中牟县、郑州市、荥阳市、巩义市、偃师市、洛阳市、宜阳县、洛宁县、卢氏县、灵宝市等县市。

## 路线

### 商丘段
314省道商丘段起点位于虞城县乔集乡与安徽省砀山县连接处（K0+000），经虞城县（乔集乡、刘集乡、利民镇、贾寨镇）、梁园区（刘口乡、孙福集乡）、民权县（王庄寨镇、孙六镇、人和镇、双塔镇），终点位于民权县与兰考县交界处（K140+870）。
商丘段路线长140.87公里，全线为平原区二级公路，设计速度为80公里/小时。主要相交公路包括 211省道（K66+200）、 220国道（K88+800）、 310国道（K101+100）、 214省道（K108+380）。

### 开封段
314省道开封段东起兰考县与祥符区交界处，起点桩号为K157+046，路线与 240国道和 310国道共线向西经曲兴镇至杜良转盘处，后继续与 310国道共线向西至 大广高速开封杜良出入口处。然后路线继续沿原220国道向西至与青年路交叉口，之后沿新曹路向西0.63 公里（K183+893）后折向北，沿现状县道或乡道（Y023、X018、Y014、Y018、X024）前行，经电厂北、小董庄、后台、后台北、马湾、辛庄东、辛庄西后与东京大道相交（K194+968）。路线沿东京大道向西至天马广场，然后沿金明大道向南（与 223省道共线）至与宋城路相交处后沿宋城路、郑汴物流通道向西，西止于与中牟县交界处，终点桩号为K218+132。
开封段路线全长61.086公里。从起点至K183+893段为沥青混凝土路面二级公路，设计时速80千米/小时，利用原县道或乡道的路段为四级公路，设计时速20千米/小时，东京大道、金明大道和宋城路段为城市主干道，设计时速60千米/小时。主要相交公路包括 240国道、 310国道、 223省道。

### 郑州段

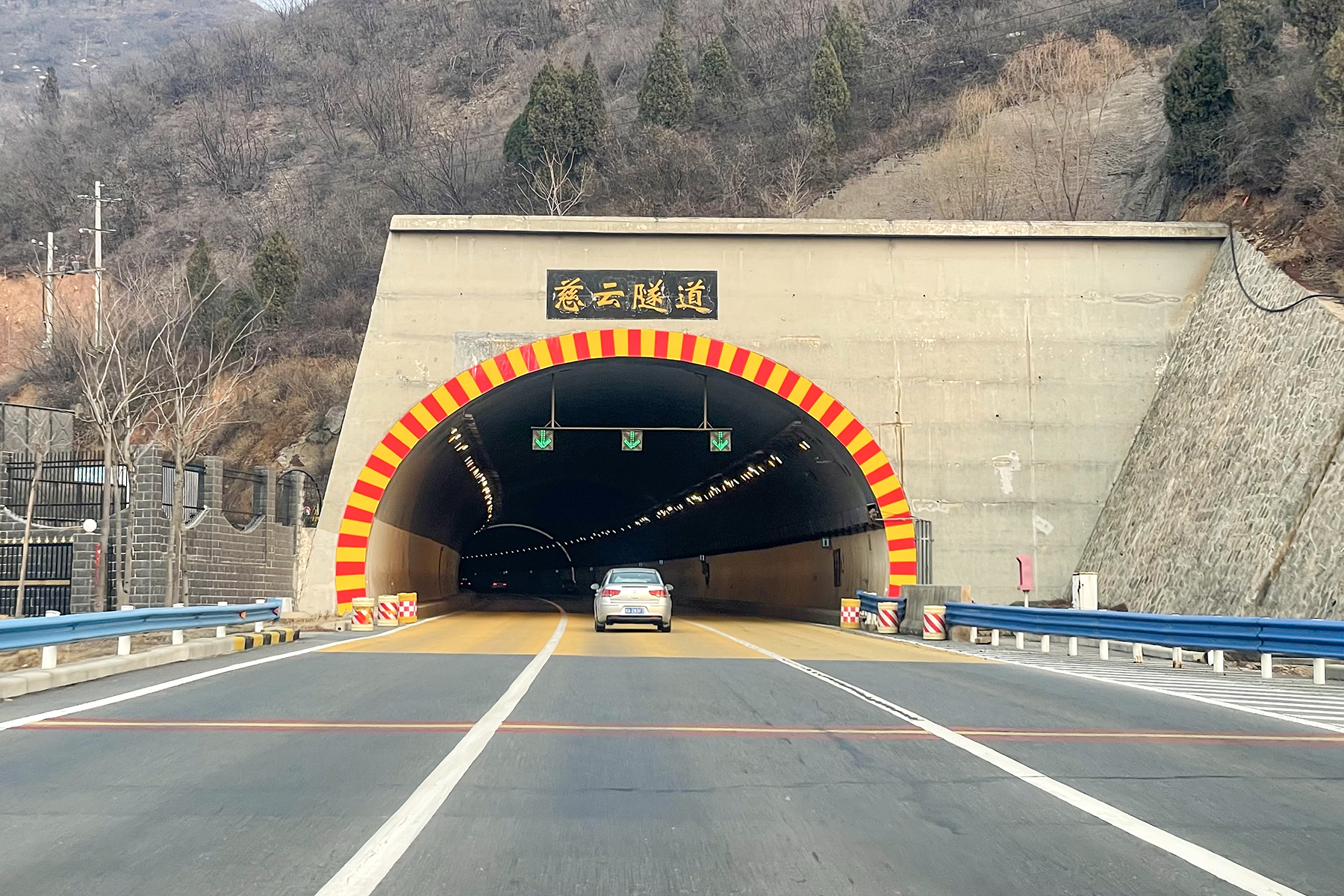
314省道在巩义市境内的慈云隧道

314省道郑州段由郑汴物流通道（东段）和中原西路（西段）组成，路线东起中牟县和开封市的交界处，沿郑汴物流快速通道向西至郑州东四环，之后沿四环路、中原西路继续向西，途经中牟县、郑州市区、荥阳市和巩义市，西止于巩义市和偃师市交界处。主要相交公路包括 230国道、 225省道、 107国道、 227省道、 234国道、 310国道、 235省道。

### 洛阳段

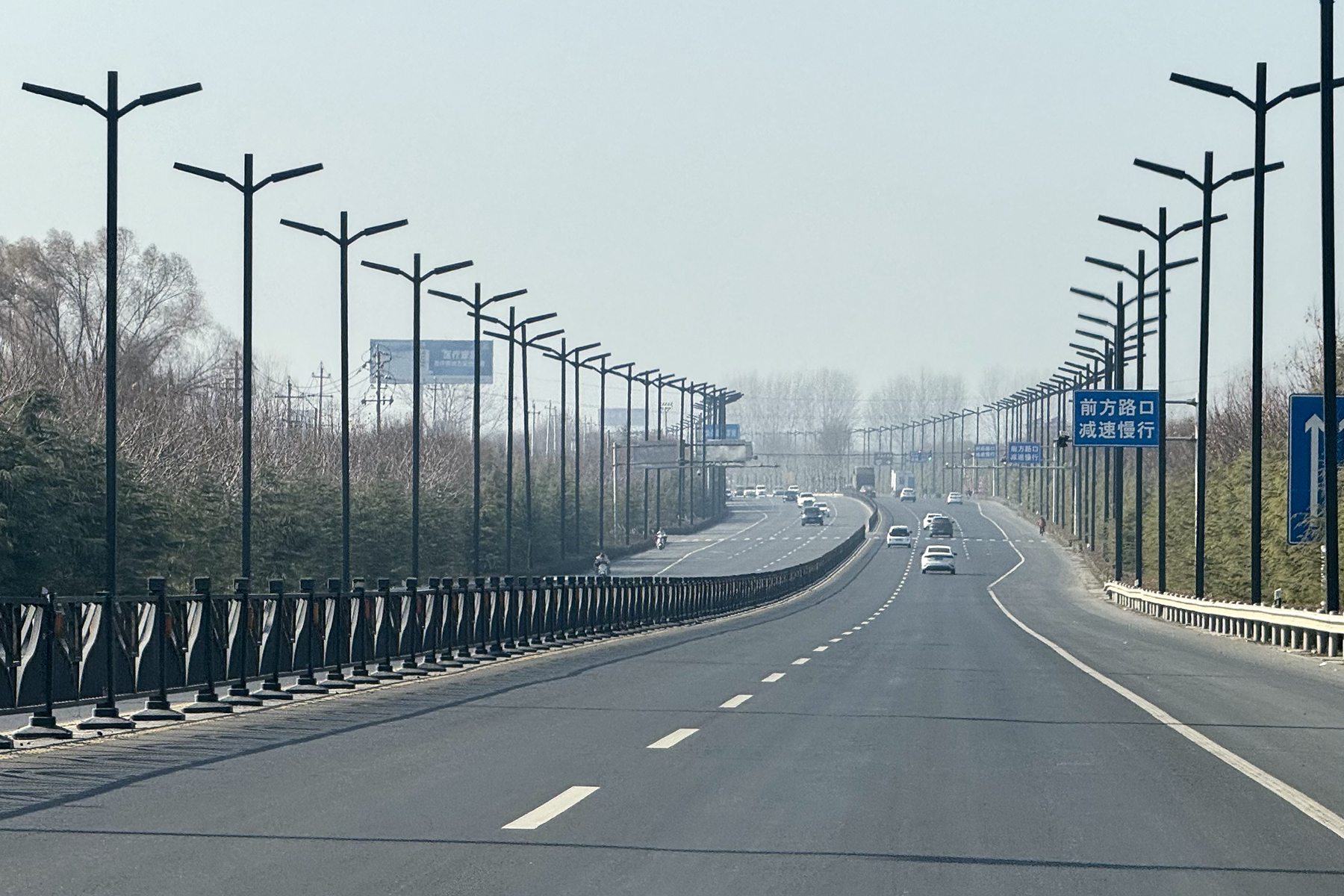
314省道偃师-洛阳段（洛偃快速路）

314省道洛阳段路线全长52.255公里，东段即洛偃快速路，东起偃师市顾县镇，西止洛偃高崖中石化加油站西200米，线路全长9.302公里（K367+120-K376+422），宽40米。西段途经宜阳县和洛宁县，止于洛宁县与卢氏县交界处。

### 三门峡段
314省道三门峡段途经卢氏县杜关镇，止于灵宝市朱阳镇。